# مايو غبهارد
مايو غبهارد (Maiju Gebhard؛ هلسنكي، 15 سبتمبر 1896 - هلسنكي، 18 يوليو 1986) مخترعة فنلندية ، اخترعت خزانة تنشيف الصحون.